# Сентлйоринц (футбольний клуб)
Спортивний клуб «Сентлйоринц» (угор. Szentlőrinc Sportegyesület) — професіональний угорський футбольний клуб з однойменного міста, медьє Бараня. Заснований у 1912 році. Виступає в Немзеті Байноксаг III, третьому дивізіоні чемпіонату Угорщини

## Хронологія назв
- 1912–1948: Сентлйоринц Вашуташ СЕ
- 1948–1998: Сентлйоринц СЕ
- 1998–2009: Сентлйоринц-Ормансаг Такарексоветкезет СЕ
- 1999–2009: об'єднаний з СК «Печі Вашуташ»
- 2009–2010: Сентлйоринц-Печі Вашуташ Спорткор СЕ
- 2010–теп.час: Сентлйоринц Спортегусюлет

## Досягнення
- Немзеті Байноксаг III
  -  Чемпіон (3): 2005/06, 2007/08, 2008/09

## Відомі гравці
- Золтан Сільваші